# Municipio de Marion (condado de Jennings)
El municipio de Marion (en inglés: Marion Township) es un municipio ubicado en el condado de Jennings en el estado estadounidense de Indiana. En el año 2010 tenía una población de 1117 habitantes y una densidad poblacional de 13,06 personas por kilómetro cuadrado.

## Geografía
El municipio de Marion se encuentra ubicado en las coordenadas 38°51′7″N 85°45′00″O / 38.85194, -85.75000. Según la Oficina del Censo de los Estados Unidos, el municipio tiene una superficie total de 85.53 km², de la cual 85,44 km² corresponden a tierra firme y (0,11 %) 0,09 km² es agua.

## Demografía
Según el censo de 2010, había 1117 personas residiendo en el municipio de Marion. La densidad de población era de 13,06 hab./km². De los 1117 habitantes, el municipio de Marion estaba compuesto por el 99,28 % blancos, el 0,18 % eran amerindios, el 0,45 % eran de otras razas y el 0,09 % eran de una mezcla de razas. Del total de la población el 0,9 % eran hispanos o latinos de cualquier raza.